# John Slim (2e vicomte Slim)
John Douglas Slim, 2e vicomte Slim, (20 juillet 1927 - 12 janvier 2019) est un pair britannique, militaire et homme d'affaires. Il est l'un des 92 pairs héréditaires de la Chambre des lords, élu pour rester après l'adoption de la House of Lords Act 1999. En 1970, il succède au titre de son père. Il siège en tant que crossbencher.

## Biographie
Fils de William Slim (plus tard le 1er vicomte Slim) et d'Aileen Robertson, il est né à Quetta en Inde britannique et fait ses études au Prince of Wales Royal Indian Military College à Dehradun. En 1944, Slim rejoint le 6e Queen Elizabeth's Own Gurkha Rifles de l'armée indienne britannique et est ensuite transféré aux Highlanders Argyll et Sutherland en 1948. Il entre dans le service aérien spécial en 1952. À partir de 1961, il est instructeur au Staff College de Camberley et à partir de 1964 au Joint Services Staff College. En 1972, il prend sa retraite des forces armées au grade de lieutenant-colonel avec une promotion honorifique ultérieure au grade de colonel. Il est nommé Officier de l'Ordre de l'Empire britannique l'année suivante.
Slim est président de Peek plc de 1976 à 1991, vice-président de 1991 à 1996, puis consultant de 1996 à 2003. Il est également directeur de la société de voyage Trailfinders et administrateur de la Royal Commonwealth Ex-Services League (RCEL). De 1971 à sa mort, il est président de la Burma Star Association et à partir de 2000 président de la SAS Association. Il est également le patron de Prospect Burma, une organisation caritative basée à Londres qui offre des bourses d'études supérieures aux étudiants birmans ainsi que du Graham Layton Trust, une organisation caritative britannique qui aide à collecter des fonds pour les soins de la vue au Pakistan.
De 2005 à 2016, Slim est le patron du Burma Children's Fund, une organisation caritative britannique soutenant l'éducation des enfants et les soins de santé en Birmanie. Ayant été président dans le passé, il est vice-président de la Britain – Australia Society. De 1977 à 1996, il est vice-président de la Chambre de commerce arabo-britannique. En 1983, Slim est nommé membre de la Royal Geographical Society. Entre 1995 et 1996, il est également maître de la Worshipful Company of Clothworkers. Il est président honoraire de la société OSS.
Slim est marié à la chef cordon bleu Elisabeth Spinney de 1958 jusqu'à sa mort en 2018. Ils ont deux fils, Mark William Rawdon Slim, qui lui succède comme vicomte, et Hugo Slim (en), et une fille Mary Ann Elisabeth Slim.
Slim est décédé le 12 janvier 2019, à l'âge de 91 ans.